# Nadine Germann

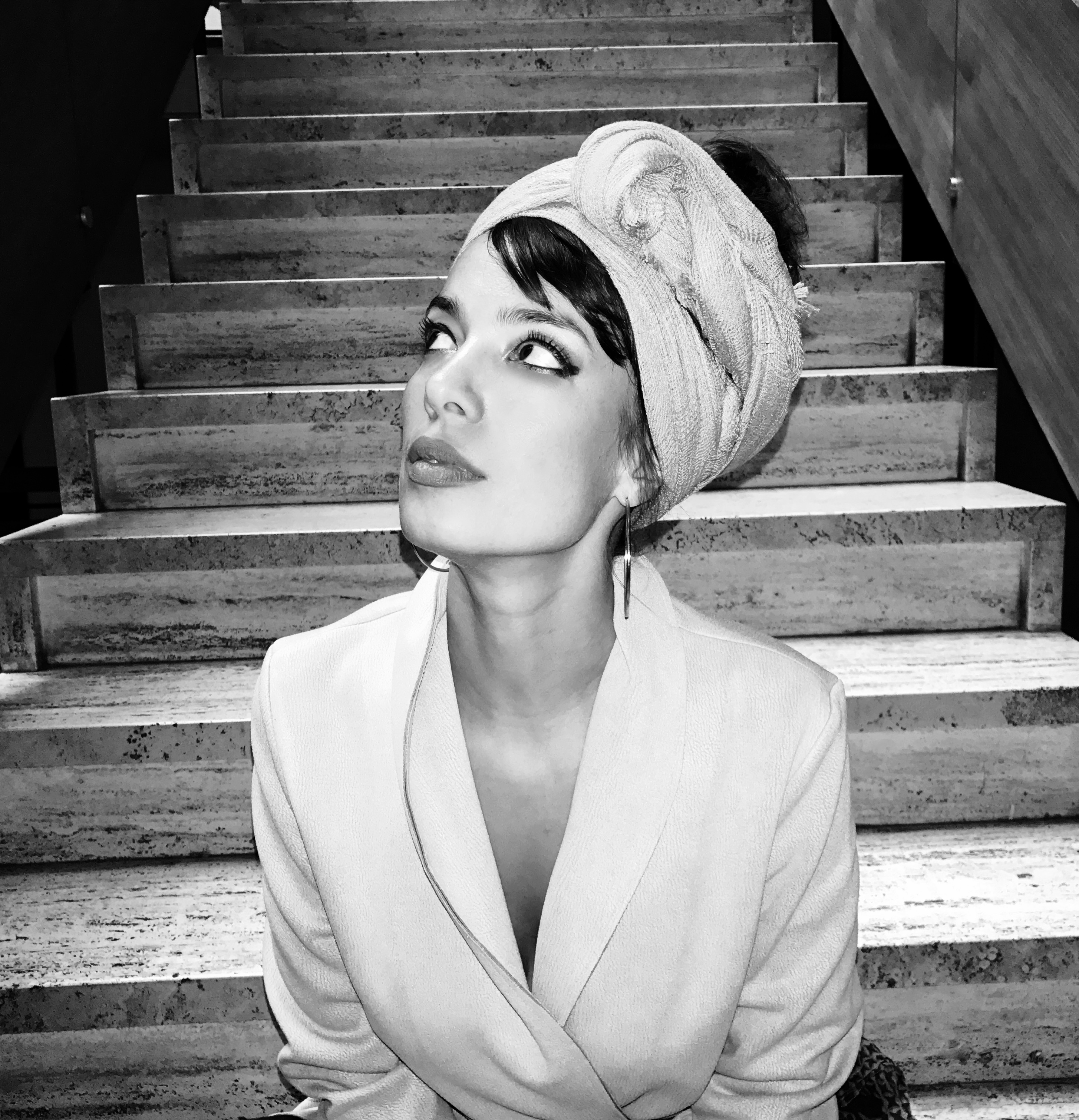
Nadine Germann in 2017

Nadine Germann (* 1980 in Frankfurt am Main) ist eine deutsche Musikerin und Schauspielerin.

## Leben
Sie kommt aus einer multikulturellen Familie, in der Musik eine große Rolle spielt. Nach dem Abitur zog sie von Frankfurt nach München, um von 1999 bis 2003 an der Bayerischen Theaterakademie August Everding am Prinzregententheater zu studieren. Seitdem wird sie als Musikerin und Schauspielerin engagiert. Sie spielte von 2009 bis 2011 unter der Intendanz von Dieter Dorn am Münchner Residenztheater, sowie am Stadttheater Ingolstadt, am Landestheater Niederbayern und am Altonaer Theater Hamburg.
Ihr Debütalbum Samstag Nachmittag erschien im Januar 2011, eine Bearbeitung der Musik von Ton Steine Scherben. Ihr Interesse für die Band begründete sie unter anderem mit ihrer persönlichen Biografie. Verwandtschaftlich bedingt (ihr Onkel ist der Ton-Steine-Scherben-Gitarrist R.P.S. Lanrue) sei sie oft in Fresenhagen gewesen; bereits seit ihrer Kindheit verbinde sie mit den Scherben-Songs so enge Erinnerungen.
Nadine Germann singt mit verschiedensten Besetzungen von Big Band bis Duo. Mit dem Gitarristen Florian Perfler und dem Saxophonisten Ernest Butler arbeitet sie seit fast neun Jahren zusammen. Mit ihrem Projekt „Ugetsu“ veröffentlichte sie 2013 die Jazz-CD Green. 2014 startete sie das Ugetsu-Zebra-Projekt: Acht Musiker und ein Tänzer mit verschiedenen kulturellen Hintergründen und aus unterschiedlichen Generationen (18 bis 80) spielen eine Mischung aus Jazz, Funk und Popmusik. Die Band hatte im September 2014 ihr erstes Konzert im Kesselhaus München.

## Theater
- Trainspotting (2004) / Jesus von Texas (2005), Metropoltheater
- Leichtes Spiel (2009–2011), Residenztheater
- Blues Brothers (2009/2010) Stadttheater Ingolstadt
- Shockheaded Peter (2009/2010), Stadttheater Ingolstadt
- Die Geburtstagsfeier (2009/2011), Residenztheater
- Alkestis (2009/2011), Residenztheater
- Spamalot (2012), Landestheater Niederbayern
- Frauen am Rande des Nervenzusammenbruchs, Landestheater Niederbayern
- West Side Story (2014), Landestheater Niederbayern

## Diskografie
- Samstagnachmittag (2011, Goldbek Records)
- Green(2013)

## Filmografie
- 2003: Mein erster Freund, Mutter und ich (TV)
- 2004: Die Nacht der lebenden Loser (Kinofilm)
- 2004: Im Zweifel für die Liebe (TV)
- 2006: Abseits (Kurzfilm)
- 2006: Sturm der Liebe (Fernsehserie, 2 Folgen)
- 2007: Weißt was geil wär…?!
- 2010: Freche Mädchen 2